# Zuccotti Park

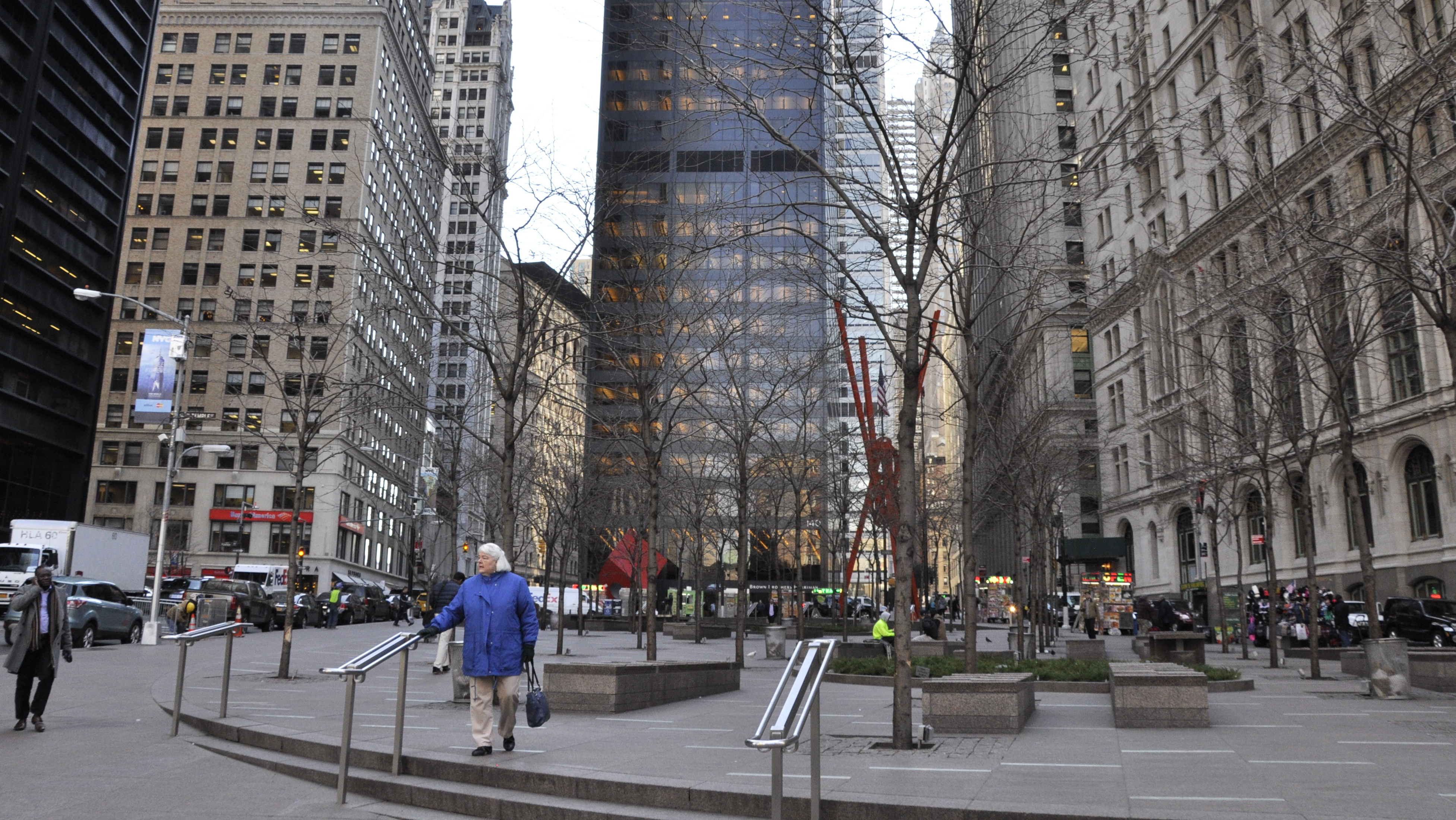
Zuccotti Park in maart 2016

Zuccotti Park, vroeger Liberty Plaza Park is een 3100 m² groot en publiekelijk toegankelijk park in de New Yorkse wijk Lower Manhattan. De locatie is eigendom van een privépersoon. Het park werd aangelegd in 1968 na onderhandelingen tussen stadsfunctionarissen en United States Steel uit Pittsburgh. De noordwestelijke hoek ligt aan de overkant van Four World Trade Center en is poopulair bij toeristen en mensen uit de financiënsector.
Tijdens de aanslagen op 11 september 2001 geraakte het plein zwaar beschadigd en bij reddingswerken de dagen nadien. Het plein werd later gebruikt bij plechtigheden op de verjaardagen van de aanslag. Na renovaties met een prijskaart van 8 miljoen $ en heropening op 1 juni 2006 werd de naam veranderd door de toenmalige eigenaar, Brookfiels Office Properties, naar hun voorzitter John Zuccotti. In 2011 kwam het plein opnieuw in het nieuws tijdens de manifestaties rond Occupy Wall Street. Het werd een kampeerplaats voor activisten tijdens hun protesten doorheen het financieel district van New York.

## Marine Midland Building
Vanaf Zuccotti Park is de Marine Midland Building (zie foto) opvallend aanwezig aan de oostelijke zijde. Dit gebouw is bekend geworden door een explosie op 20 augustus 1969, veroorzaakt doordat Sam Melville een springtuig op de 7e verdieping had geplaatst. Bij deze gebeurtenis raakten 20 mensen gewond. 

## Afbeeldingen

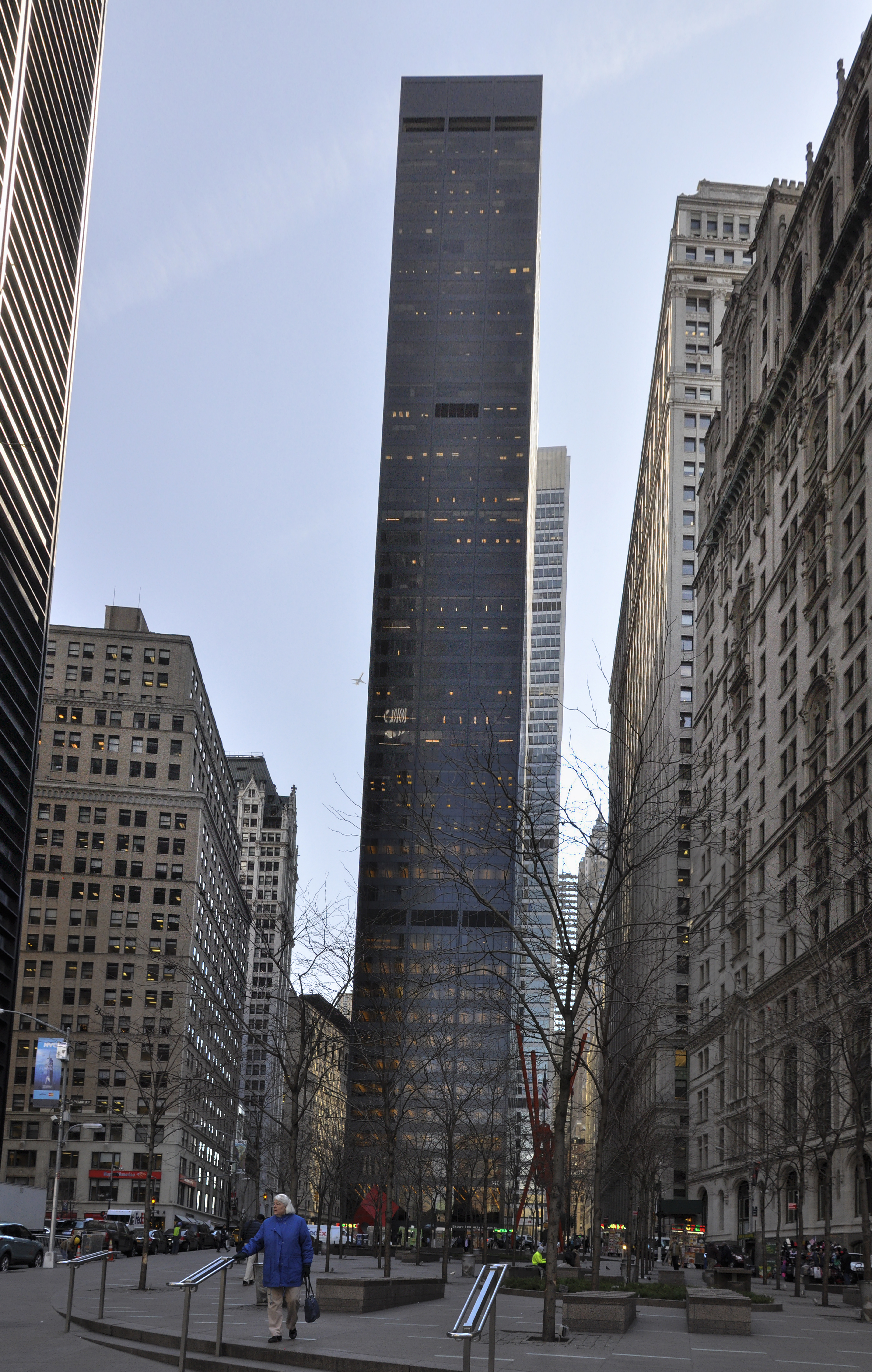
Zuccotti Park met de Marine Midland Building op de achtergrond
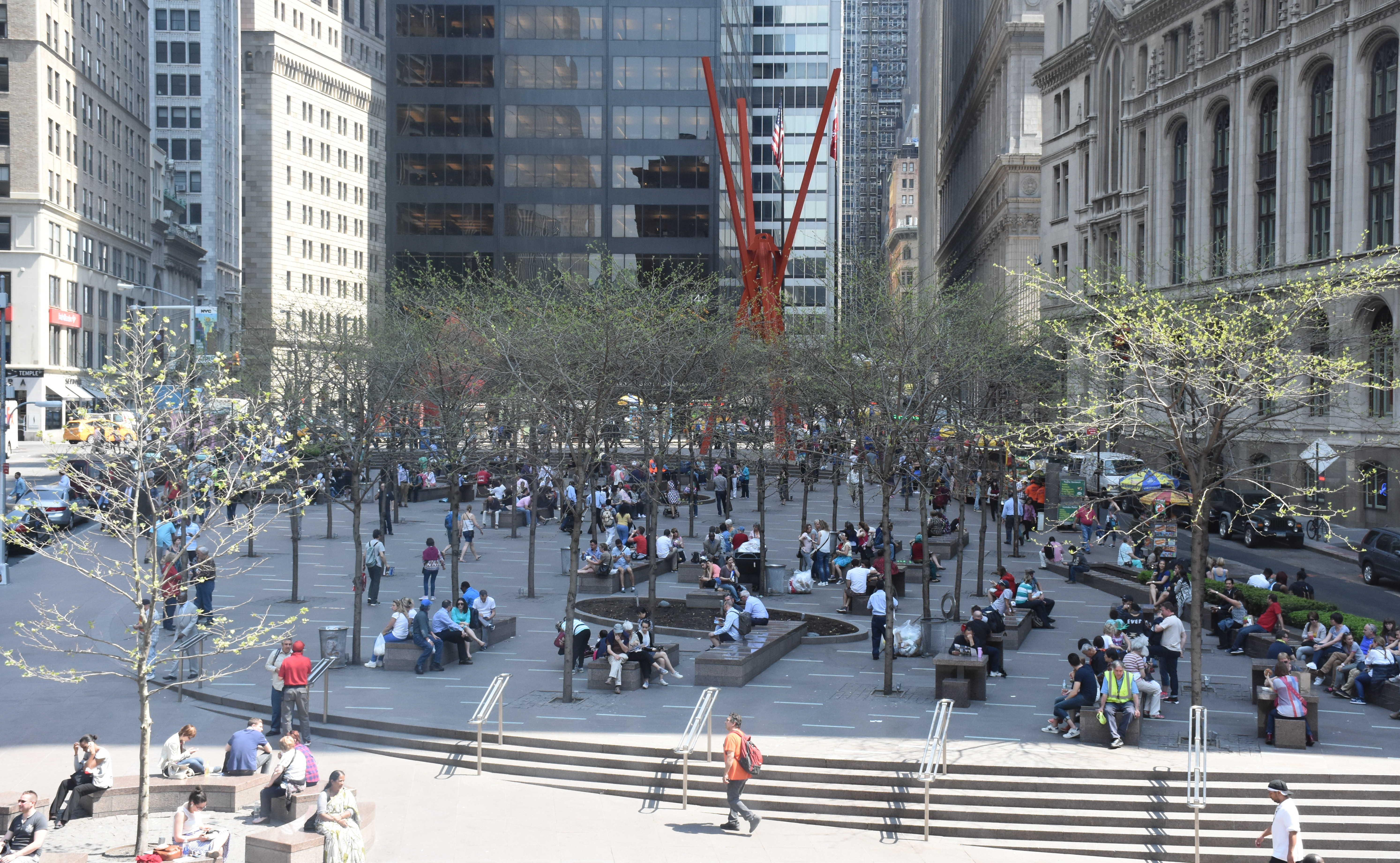
Zuccotti Park, voorjaar 2015. Het kunstwerk van Mark di Suvero is zichtbaar in de verte
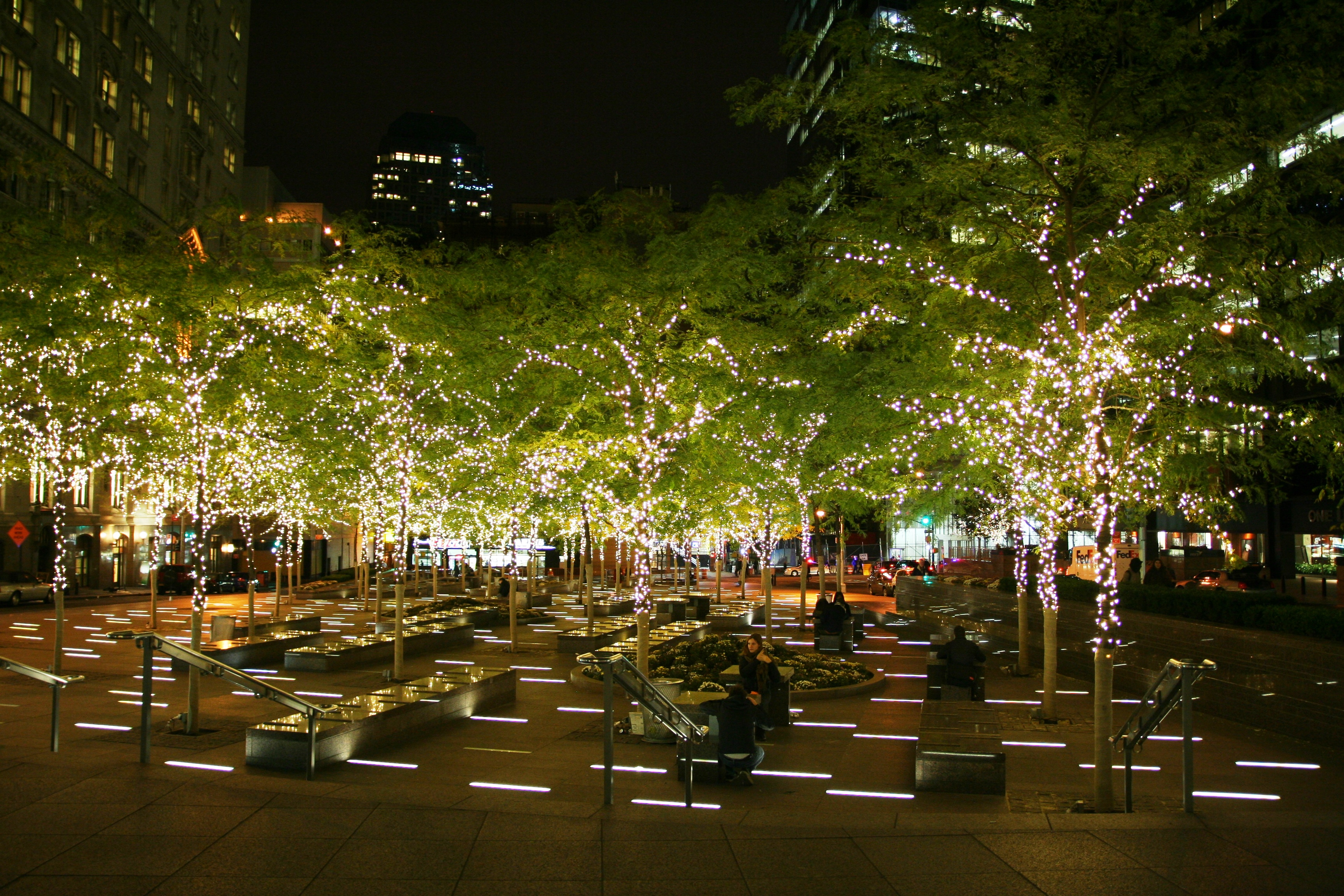
Zuccotti Park rond kerstmis 2014